# 璽光尊事件

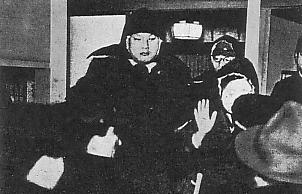
警官隊の進入を阻止する双葉山

璽光尊事件（じこうそんじけん）とは、1947年（昭和22年）1月21日に石川県金沢市で発生した事件である。

## 事件の経緯
1946年（昭和21年）秋ごろより新宗教の璽宇は、石川県金沢市に本拠地を構えた。
璽宇は璽光尊（長岡良子）が主宰する宗教団体で、太平洋戦争中に結成された創立されて間もない教団である。
璽宇は、当時連合国軍最高司令官総司令部によって無許可の掲揚が禁じられている日章旗を堂々と掲揚したり、天変地異が起きると喧伝するなど、奇異な言動が注目を浴びていた。そして大相撲の元横綱・双葉山定次（当時は引退して年寄・時津風）や囲碁の棋士・呉清源も信者であったことから、全国的にも話題となっていた。
石川県警察部では、人心の不安を煽っていること、統制物資である米を大量に所持していたことから食糧管理法違反の疑いで璽光尊に出頭を求めた。しかし璽光尊本人は出頭せず、幹部が代わりに出頭した。

## 事件
「双葉山定次#璽光尊事件」も参照の事。
1947年（昭和22年）1月21日午後10時頃になって、夜行列車で逃亡を図っていることが判明したため、警官隊は先手を打って本拠地を急襲した。
本拠地では璽宇の信者が抵抗し、公務執行妨害で璽光尊や双葉山ら8人が逮捕された。特に双葉山は大暴れしたため、20人以上の警官で対応しても逮捕までに15分かかったという。

## 処分
璽光尊は精神鑑定にかけられ、「誇大妄想性痴呆症」と診断されたため、まもなく釈放された。食糧管理法違反も「違法性なし」と判断されて不起訴となった。
大捕物の割りに厳罰にならなかったのは、有名人の双葉山や呉清源を「邪教」から救出する意図があったからとも言われている。とはいえ、戦前の国民的英雄だった双葉山に失望した国民も多かった。
- 後に連続強姦殺人犯となる大久保清はこの時「双葉山は馬鹿なんだ」と言ったとされる（「連続殺人鬼 大久保清の犯罪」参照）。
- 德川夢聲は翌1947年、高田保、内田百閒との座談で「小平と樋口の事件、あれがまず終戦後の三面記事らしい皮切りだったね」「あの小平、樋口を芭蕉とすると、ついで璽光尊が蕪村というところか」と述べた[3]。「樋口の事件」とは敗戦翌年の1946年に発生した、樋口芳男による連続少女誘拐事件である[4]。

## その後
双葉山はその後日本相撲協会の理事長に上り詰めたが、この時の逮捕歴が負い目になったのか角界拳銃密輸事件が起こった際は事件に関わった力士・親方に強く言えなかったという。